# Rafael Sarthou Calvo
Rafael Sarthou Calvo (Sevilla, 1855 - Madrid, 4 de gener de 1920) fou un advocat, militar i polític espanyol, diputat a les Corts Espanyoles durant la restauració borbònica.

## Biografia
Fillastre del general Antonio Ros de Olano, posseïa grans propietats a Aiora. Ingressà a l'Acadèmia General Militar i assolí el grau de tinent coronel de cavalleria. Fou ajudant de Francisco Serrano Domínguez i del ministre de guerra, general Aznar. Fou membre del Partit Constitucional i després del Partit Liberal Fusionista, amb el que fou elegit diputat pel districte de Sueca a les eleccions generals espanyoles de 1881 i pel de València a les eleccions generals espanyoles de 1896 i 1898.
Després fou senador per la província de València el 1901-1902, 1905-1907 i 1910-1911, i senador vitalici el 1916. El 1885 fou governador militar de Canàries i Guipúscoa, i posteriorment de Badajoz, Biscaia, Pontevedra, La Corunya, València, Cadis i Madrid.